# Mera (kanton)
Mera – kanton w Ekwadorze, w prowincji Pastaza. Stolicą kantonu jest Mera.